# Mission polaire
Mission polaire est le deuxième tome de la série littéraire Artemis Fowl, écrite par Eoin Colfer.

## Résumé
À Haven-ville, capitale du monde des fées, Holly Short découvre l'existence d'un trafic d'objets humains, notamment de piles, en vue d'armer le B'wa Kell, la "triade" des Gobelins, tout en menaçant le secret de la présence du Peuple. Artemis Fowl est le premier soupçonné.
Au même moment, Artemis reçoit un message de la Mafiya russe : elle détient son père disparu en otage depuis deux ans, et demande une forte rançon. Avant qu'il ait pu organiser un plan, Holly l'intercepte et l'emmène, avec Butler, dans le monde souterrain pour y subir un interrogatoire…
Or Artemis est innocent. Il propose d'aider le Peuple à résoudre l'énigme en échange d'une aide pour retrouver son père. L'enquête les mène à Paris, où Butler neutralise Luc Carrère, un humain hypnotisé par le mesmer et chargé de faire parvenir les marchandises aux gobelins. Holly, le commandant Root, Butler et Artemis se dirigent ensuite vers la Russie.
Dans Haven-ville, la révolte des gobelins a éclaté. Les armes des FAR, sabotées, sont inefficaces. Foaly, le centaure, découvre que le cerveau du complot est Opale Koboï, fée lutine très intelligente, aidée de Briar Cudgeon, tombé en disgrâce à la suite des événements du premier tome. Piégé dans sa propre cabine de contrôle, il parvient néanmoins à adresser discrètement un message au téléphone d'Artemis, en surface.
Artemis et ses compagnons, approchant de Mourmansk, sont attaqués par des gobelins. Privés de leurs armes, leur mission est un échec. Le message de Foaly les contraint à abandonner pour essayer de sauver Haven-ville. Ils retrouvent Mulch, poursuivant sa carrière de voleur incognito à Los Angeles, et lui demandent de les aider à infiltrer les laboratoires Koboï.
À l'issue de l'opération, la manœuvre de Koboï et de Cudgeon est révélée : ce dernier est tué, la révolte tombe à l'eau et les gobelins sont tous emprisonnés. L'équipe retourne enfin en Russie pour libérer le père d'Artemis, et y parvient grâce à la technologie des fées.

## Texte caché
Comme dans le tome précédent, une frise court sur le bas des pages de l'ouvrage. L'inscription est cette fois en centaurien, répétée plusieurs fois : « Mission polaire ». Le message figure aussi sur la première de couverture.

## Éditions
- Traduction : Jean-François Ménard.
- Première édition française :
  - Éditions Gallimard Jeunesse, collection Hors série Littérature, le 25 septembre 2002, format Broché, 351 pages  (ISBN 2070536785).
- Édition poche :
  - Éditions Gallimard, collection Folio Junior, le 9 juin 2005, 387 pages  (ISBN 2070529002).